# Níjniaia Talda
Níjniaia Talda (en rus: Нижняя Талда) és un poble de la república de l'Altai, a Rússia, que el 2016 tenia 509 habitants, pertany al districte d'Ongudai.